# القطيف (مدينة)
القطيف هي إحدى مدن المنطقة الشرقية وهي مركز محافظة القطيف من المملكة العربية السعودية. وهي غنية بالنفط والغاز الطبيعي وأيضاً اللؤلؤ والثروة السمكية.

## التَّسمِيَة

خريطة يعود تاريخها إلى عام 1570م رسمها الجغرافي إبراهام أورتيليوس ويتضح مسمى القطيف فيها

القَطِيفُ على وزن فَعيل المشتقّ من القَطْف. القطف هو القَطْع من العنب ونحوه. وجاء في معجم البستان: قَطَفَ الثَّمرَ يَقطفه قطفاً أي جناهُ وجمعهُ، وأقطف الكرم: دنا قطافه. فيُقال: القوم حان قطاف كرومهم. القِطاف والقَطاف والقطافة هي ما يسقط من الثمر. والقِطف: العنقود ساعة يقطف. والقَطِيف هو العنب الذي يقطف تواً أو الثمر المقطوف. ذكرها أبو الفداء قائلاً عنها: «القطيف: بلدة بناحية الأحساء، وهي على شط بحر فارس، وبها مغاص». وذكرها ابن بطوطة فقال: «ثم سافرنا إلى مدينة القطيف -كأنها تصغير قطف- وهي مدينة كبيرة ذات نخل كثير يسكنها طوائف من العرب».

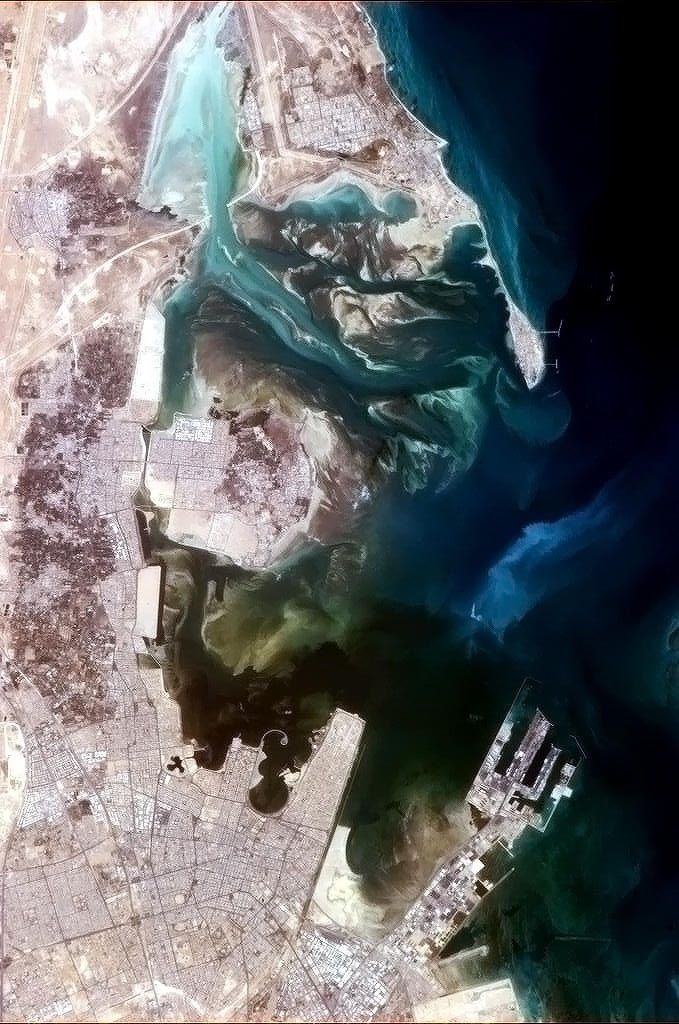
صورة لخليج كيتوس أو خليج القطيف من محطة الفضاء الدولية، ويظهر في الصورة جزيرة تاروت (في الوسط) ومدينة القطيف (يسار جزيرة تاروت)، وجزء من سيهات (في الأسفل).

يرى مؤرخون أن الإغريق اشتقوا مسمى كيتوس من اسم القطيف وذكروه على خرائطهم «Cateus». بينما يرى آخرون أن اسمها في الأصل مُحرّف من كيتوس. من أسماء القطيف أيضاً لينتي «Leanitai» والتي تعني أرض القطيف برأي شبرنكر، والاسم يشير إلى قبيلة من فرع اللحيانيين كانت تسكن هذه المنطقة برأي كلا من شبرنكر وكلاسر. عُرفت القطيف أيضاً باسم الخطّ. ويُرجِع بعضُهم اشتقاقَ كلمة الخَطّ إلى لفظة كتني «Chateni» أو «Katti». بينما يرى آخرون أنه اسم قبيلة كانت تسكن القطيف ذكرها الإغريق في خرائطهم، وقد عُرفت بهذا الاسم واشتهرت به حتى بعد ظهور الإسلام. ويُذكر أيضاً أن الساحل كان يسمّى القطيف قبل أن يَغلِب عليه اسم الخَطّ. يطلق مسمى الخط على المنطقة التي تمتد من صفوى شمالاً حتى الظهران جنوباً ويشمل الواحة وتوابعها وجميع القرى المجاورة لسيف البحر.
يعود أقدم ذكر لمسمى القطيف إلى القرن الثاني قبل الميلاد عُثر عليه في نص أثري. جاء فيه أن الملك شمريهرعش أمر قواته بغزو أرض ملك (أو مالك) ملك أسد، فتقدمت نحوها واتجهت نحو «أرض قطوف» وتعني القطيف.
ذُكرت القطيف بمسميات أخرى أيضاً؛ مثل «النجف الصغرى» و«هجر» و«البحرين» سُميت بالنجف الصغرى لمكانتها الدينية التي اشتهرت بها. حيث عُرفت منطقة المدارس في غرب القطيف بكثرة خروج أهل العلم الشرعي منها، وما زالت هذه التسمية تطلق عليها.
أطلق على الساحل البحري الممتد من البصرة حتى عمان عدة مسميات مختلفة عُرفت بمنطقة البحرين ومدنها الثلاث: هجر، والقطيف، والخط، بينما في فترات تاريخية معينة طغى مسمى أحد مدنها على كامل المنطقة فعرفت هذه المنطقة بخط عبد القيس، كما عرفت المنطقة في الحقبة الإسلامية بمنطقة هجر، وإقليم البحرين، وهي أيضاً دلمون، وعرفت لدى البابليين بالمنطقة التي تشرق منها الشمس. وقد أكد الكثير من الرحالة وربابنة البحر وكذلك الجغرافيون على أن الخليج العربي كان يُدعى بحر القطيف أو خليج القطيف مع اختلاف طريقة كتابة القطيف باللغات الأخرى وقد أثبتوا ذلك في خرائطهم كثيراً، إلا أن الصفويين في فترة الاحتلال البرتغالي كانوا يسمونه الخليج العربي، وقد ظل الخليج يعرف بخليج القطيف، ويذكر صاحب التعريفات الشافية أن الخليج كان يسمّى بحر القطيف. أما شبرنكر فينصّ على أنه كان يسمّى خليج القطيف، قبل أن يعرف بأي اسم آخر.

وكان مسمى القطيف قديماً يشير إلى منطقة الساحل الغربي من الخليج العربي، فهي تعتبر المدينة المهمة الوحيدة على هذا الساحل آنذاك، وتقلص المسمى في فترات تاريخية عديدة، ففي عهد العيونيون كانت تشير إلى المنطقة التي تمتد من صفوى إلى الظهران كما ورد في شعر ابن المقرب:
ويشير مصطلح الخط إلى القطيف، وصفواء (صفوى) طرفها الشمالي والظهران طرفها الجنوبي، وقد ضم لوريمر مدينة الدمام ضمن القطيف في كتابه دليل الخليج، وفي العهد السعودي اقتصر مسمى القطيف إلى منطقة الواحة ومدنها وقراها التي تمتد من صفوى وأم ساهك شمالاً إلى سيهات جنوباً. وقد كتبت القطيف في الخرائط بعدة أوجه منها: Qatif وKatif وQateef وCatifa، وغيرها من المصطلحات باختلاف الحرف الأول (ق) فيورد (K) و (Q) و (C)، ويوضح الجدول الخرائط القديمة التي ذكرت فيها:
| الجغرافي                    | الجنسية         | السنة                     | المسمى             | ملاحظة             |
| --------------------------- | --------------- | ------------------------- | ------------------ | ------------------ |
| محمد الإدريسي               | المغرب          | القرن الثاني عشر الميلادي | القطيف             | خريطة إقليم العروض |
| لازارو لويس                 | البرتغال        | 1563م                     | DE CATIFA          |                    |
| إبراهام أورتيليوس           | بلجيكا          | 1576م                     | DEL CATTIF         |                    |
| جان لنشوتن                  | هولندا          | 1596م                     | ELCATIE-CATIFFA    |                    |
| ويليم بلاو                  | هولندا          | 1662م                     | ELCATIF            |                    |
| نيكولاس سانسون              | فرنسا           | 1652م                     | D'ELCATIF ELCATTIF |                    |
|                             |                 | 1654م                     | DEL CATTIF         |                    |
|                             |                 | 1654م                     | EL CATTIF          |                    |
| فان هونديوس                 |                 | 1665م                     | EL CATIF           |                    |
| الأخوان أوتينز              |                 | 1737م                     | CATIF              | أمامها قلعة        |
| جورج دي روي                 | فرنسا           | 1758م                     | ELKATIF            |                    |
| كارستن نيبور                | ألمانيا         | 1772                      | TARUD-KATIF        |                    |
| كارل ريتر                   | ألمانيا         | 1818م                     | ELKATIF            |                    |
| آرون آروسميث                | المملكة المتحدة | 1829م                     | KATIF              |                    |
| جمعية نشر المعلومات النافعة | المملكة المتحدة | 1840م                     | ELKATIF            |                    |
| هراولي                      | فرنسا           | 1850م                     | ELHATIF            |                    |
| هول بري                     | المملكة المتحدة | 1856م                     | ELKATIF            |                    |

## التاريخ
تاريخ منطقة القطيف مشترك مع تاريخ باقي مناطق الخليج العربي، إذ يشترك مسمّى القطيف والأحساء والبحرين وهجر والخُط على الساحل الشرقي من شبه الجزيرة العربية والمطل على الخليج العربي، لذا فقد يُوِرد ذِكر مسمّى «الأحساء والقطيف» أو «البحرين والقطيف» أو «إقليم البحرين» في العديد من كتب المؤرخين للإشارة على المنطقة. لَعِبَت القطيف دوراً هاماً في الاتصالات بين الحضارات كمنطقة عبور وانتقال وذلك أثناء الألفية الثالثة قبل الميلاد، وكذلك وجود بعض الخرائب التي ترجع إلى العهد النحاسي قبل 3500 سنة قبل الميلاد. وقد توالى على المنطقة ككل عدد كبير من الحقب والحضارات والشعوب، أهمهم: الكنعانيون والفينيقيون والجرهائيون وبنو عبد القيس والدولة الإسلامية ثم البرتغاليون فالعثمانيون، وبعدها الحكم السعودي الأول فالعثمانيون مرة أخرى حتى عهد الملك عبد العزيز مؤسس الدولة السعودية الحديثة.
وصفها ابن بطوطة في رحلته: بأنها مدينة حسنة ذات نخل كثير. وقد كانت عاصمة إقليم البحرين في أدوار مختلفة، ففي القرن الأول والثالث والتاسع الهجري كانت عاصمة الإقليم وأزهى مدنه، وإليها كانت تُنسب الرماح الخطيّة الشهيرة، وقد تردد اسمها كثيراً في الشعر العربي.

### بلدة الزارة
الزارة أو زارة القطيف هي بلدة أثرية من قرى القطيف القديمة تقع شمال بلدة العوامية، في المنطقة الشرقية من المملكة العربية السعودية. ضُمَّت الزارة قديماً إلى اتخاذها عاصمة بلاد البحرين القديمة وحاضرة الخط طيلة العصر الجاهلي وحتى العصور الإسلامية الأولى. الموقع مسجّل رسمياً كموقع أثري في المملكة عام 1975م، ضمن عمليات مسح شملت مواقع مختلفة في محافظة القطيف وذكرت مديرية المياه في المنطقة الشرقية أن الحي «مدرج ضمن مشروع الدراسات الأولية والتصاميم النهائية لتطوير وتوسعة مرافق المياه والصرف الصحي في محافظة القطيف وقراها ومراكزها. وبعد استكمال الدراسة سوف يكون مشروع الصرف الصحي معداً للطرح على ضوء الاعتمادات المالية اللازمة».
تقع بلدة الزارة على واحدٍ من منحنيات الطريق القديم الذي يربط مدينة الدمام برأس تنورة مارّاً بسيهات والقطيف وصفوى، وعند مدخل بلدة العوامية. ويُعتقد أن منطقة الزارة التاريخية تمتد لمسافات متباعدة تفوق في بعض جوانبها ال20 كيلومتراً؛ وذلك لنوعية الفخار الملقى على الأرض من دون أن تسور بعض مناطقها، كالموقع الأثري الواقع غرب مساكن بلدة العوامية.
أكدت مصادر تاريخية أن موقع قرية الزارة التاريخية هو في بلاد البحرين. فجاء في معجم البلدان لياقوت الحموي أن «الزارة قرية كبيرة بالبحرين وفيها مرزبان الزارة». وفي القاموس المحيط للفيروزآبادي: «الزارة بالبحرين وبها عين معروفة». وفي كتاب البلدان للحازمي "قال الأزهري: «عين الزارة بالبحرين معروفة، الزارة قرية كبيرة وكان مرزبان الزارة منها». وقد ذكرها ابن خرداذبة في كتابه المسالك والممالك بأنها من قرى البحرين. وقد خلص حمد الجاسر في تحقيقه لموقعها على أن موقعها هو موقع قرية العوامية وأنها في الأصل محلة من محلاتها.
وجاء في كثير من أوصاف المؤرخين أنها كانت مدينة ساحلية، وأن بها فرضة (ميناء). ذكر المسعودي بأنها تقع على ساحل بحر فارس. ورد في كتاب المناسك أنها «فرضة من فرض البحر. أكثر غلتها النخل والسمك». وأخيراً، يرى مؤرخون أن مدينة الزارة كانت تشمل على مساحة واسعة من الأراضي التي تشكل الآن أغلب مساحة العوامية.
لا يزال في مدينة العوامية حي صغير يدعى بفريق الزارة نسبةً إلى القرية ذاتها. ويتكون من مجموعة من البيوت التي تقع في الناحية الجنوبية الشرقية من المدينة. تحيط بالحي مجموعة من بساتين النخيل، ذكر في صكوك ملكيتها القديمة أنها تقع في أرض الزارة. كما لاتزال في هذا الحي عين تعرف بعين الزارة أو عين الحريف.
وصفها الشيخ حمد الجاسر قائلاً: «الزأرة، اسم بلدة من أقدم مدن الخط، عرفت ابان ظهور الإسلام، وجُهل تاريخها قبل ذلك، وكانت مقر والي البحرين من قبل الفرس حين كان نفوذهم ممتداً إلى هذه البلاد في العهد الجاهلي» أما المؤرخ محمد سعيد المسلم، فقال عنها أنها: «مدينة مشهورة في التاريخ الإسلامي وكانت حاضرة القطيف وكانت تقع بالقرب من العوامية، وقد خربها أبو سعيد الجنابي نكاية بأهل القطيف المعارضين لحكمه ومبادئه». برز اسم الزارة ضمن مجموعة من الأحداث البارزة في التاريخ الإسلام، كحركتي الردّة والقرامطة. ونقل المؤرخون أن الزارة تعرضت إلى عدوان انتقامي شنّه القرامطة، حيث نقل أنها: «دمّرت تماماً وبقيت خراباً، ثم صارت نخيلاً وأشجاراً وأنهاراً تبعاً للعوامية».
اكتسبت مدينة الزارة أهمية إستراتيجية واقتصادية بالغة. فمن الناحية الإستراتيجية كانت الزارة قاعدة الخط وحُماها وأهم الفرض بها. وقبل كل ذلك كانت عاصمة بلاد البحرين إذ كان يوجد بها مقر ولاة البحرين من قبل الفرس حين كان نفوذهم ممتداً إلى إقليم البحرين في العهد الجاهلي.
يستدل مؤرخون على الكتاب الذي أرسله النبي محمد إلى المنذر من ساوى على أنها عاصمة البحرين حيث أن المنذر بن ساوى «يمثل أهالي اقليم البحرين وأن تمثيله لهم يوضح بأنه زعيم الإقليم وأن زعيم الإقليم لا يمكن أن يكون إلا في عاصمة الإقليم وهي الزارة» وقد أستمر اتخاذ الزارة لولاة البحرين حتى وقت تدميرها في نهاية القرن الثالث الهجري. كانت الزارة تمثل بالنسبة للفرس مركزاً إدارياً هاماً وقاعدة بحرية يشرف منها المزربان على الأسطول الفارسي الذي كان له يداً في مياه الخليج آنذاك. وفي بعض الفترات التاريخية كان نفوذ مزربان الزارة يشمل حتى المدينة ومنطقة تهامة.
إشراف مدينة الزارة على ساحل الخليج العربي أوجد فيها ميناءاً تجارياً كبيراً يعد أهم الموانئ في المنطقة حيث كانت تفد منه وإليه جميع أنواع السفن التجارية محملةً بالبضائع من أهم المناطق التجارية آنذاك. هذا إضافة إلى اتصالها بخطوط التجارة البرية. والزارة كبقية أنحاء إقليم البحرين كانت تتمتع برخاء اقتصادي. إذ كان يرتكز اقتصادها على تجارة التمور والأسماك، إضافة إلى تجارة اللؤلؤ الذي اشتهرت به القطيف. كما عُرفت فيها بعض الصناعات المزدهرة مثل صناعة الرماح الخطية. كان للزارة تحصينات جعلت باحثين يعتقدون أ، ها كانت أقوى مدينة في المنطقة. إذ كان يقال: «حُمى قطيف الخط أو حمى فدك». كما أن صمود الزارة كان طويلاً أمام حصار القرامطة هو الذي حدا بهم إلى حرقها وتدميرها بعد استسلامها.

## الجغرافيا

### الموقع
يحد مدينة القطيف من الشرق جزيرة تاروت، وشمالاً مدينة صفوى، وجنوباً عنك فسيهات، ومن الغرب قرية الأوجام.

### المناخ
مناخ مدينة القطيف يشابه لمناخ مدينة الدمام بسبب مجاورتها لمدينة الدمام.
| البيانات المناخية للقطيف            | البيانات المناخية للقطيف | البيانات المناخية للقطيف | البيانات المناخية للقطيف | البيانات المناخية للقطيف | البيانات المناخية للقطيف | البيانات المناخية للقطيف | البيانات المناخية للقطيف | البيانات المناخية للقطيف | البيانات المناخية للقطيف | البيانات المناخية للقطيف | البيانات المناخية للقطيف | البيانات المناخية للقطيف | البيانات المناخية للقطيف | البيانات المناخية للقطيف |
| الشهور                              | يناير                    | فبراير                   | مارس                     | أبريل                    | مايو                     | يونيو                    | يوليو                    | أغسطس                    | سبتمبر                   | أكتوبر                   | نوفمبر                   | ديسمبر                   |                          | المعدل السنوي            |
| ----------------------------------- | ------------------------ | ------------------------ | ------------------------ | ------------------------ | ------------------------ | ------------------------ | ------------------------ | ------------------------ | ------------------------ | ------------------------ | ------------------------ | ------------------------ | ------------------------ | ------------------------ |
| أقصى درجة حرارة ب °م (°ف)           | 33 (91)                  | 35 (95)                  | 38 (100)                 | 40 (104)                 | 42 (108)                 | 47 (117)                 | 42 (108)                 | 42 (108)                 | 42 (108)                 | 41 (106)                 | 41 (106)                 | 34 (93)                  |                          |                          |
| متوسط درجة الحرارة الكبرى ب°م (°ف)  | 29 (84)                  | 29 (84)                  | 29 (84)                  | 33 (91)                  | 35 (95)                  | 36 (97)                  | 37 (99)                  | 37 (99)                  | 36 (97)                  | 35 (95)                  | 33 (91)                  | 30 (86)                  |                          | 33 (91)                  |
| متوسط درجة الحرارة الصغرى ب °م (°ف) | 18 (64)                  | 18 (64)                  | 19 (66)                  | 21 (70)                  | 23 (73)                  | 24 (75)                  | 26 (79)                  | 27 (81)                  | 25 (77)                  | 23 (73)                  | 22 (72)                  | 19 (66)                  |                          | 22 (72)                  |
| أدنى درجة حرارة ب °م (°ف)           | 3 (37)                   | 11 (52)                  | 13 (55)                  | 12 (54)                  | 13 (55)                  | 19 (66)                  | 21 (70)                  | 23 (73)                  | 21 (70)                  | 20 (68)                  | 17 (63)                  | 10 (50)                  |                          |                          |
|                                     |                          |                          |                          |                          |                          |                          |                          |                          |                          |                          |                          |                          |                          |                          |
| هطول الأمطار ب مم (إنش)             | 5 (0.2)                  | 6 (0.3)                  | 1 (0.1)                  | 1 (0.1)                  | 5 (0.5)                  | 0 (0)                    | 0 (0)                    | 0 (0)                    | 0 (0)                    | 0 (0)                    | 25 (1.0)                 | 31 (1.2)                 |                          | 67 (2.6)                 |

## الأثار والمعالم

### قلعة القطيف
هي قلعة أثريّة تقع على مُرتفع من الأرض في قلب مدينة القطيف، شرق المملكة العربية السعودية. يرجع تاريخ بناء قلعة القطيف إلى القرن الثالث الميلادي على يد الساسانيين، واتّخذها العُثمانيون من بعدهم قاعدةً عسكرية ونقطةً دفاعيّة في الخليج العربي بعد ترميمهم لها في القرن السابع عشر الميلادي سنة 1630م/1039هـ، وأصبحت بعدها مستودعاً للبضائع وفي وقت لاحق مقرّاً للسكن. كان بداخل القلعة أحد عشر مسجداً إضافةً إلى قصر البلاط الملكي وقصور الضيافة وحظائر المواشي جميعها مُحاطة بسور منيع. هُدمت قلعة القطيف في ثمانينات القرن العشرين، حيث انتزعت ملكية القلعة من الأهالي وأزيلت المنازل والمباني من الأحياء بالتدريج في الثمانينيات إلى أن أُزيلت تماماً وتحوّلت إلى ميدان ومواقف سيّارات، لم يَتبقّ من القلعة سوى 18 منزلاً متهالكاً.
قلعة القطيف قلعة بيضاوية الشّكل ذات سور حجري منيع تُحيط منطقة سكنية مكتظة بالمنازل والمباني قدّر جون لوريمر أطول جهاتها بحوالي 365 متراً من الجهتين الشرقية والغربية و275 متراً من الجهتين الشمالية والجنوبية، كما قَدّر عدد سكانها بـ5,000 نسمة وأسواقها بحوالي 300 محلّاً تجاريّاً. كما كان يُحيط قلعة القطيف خندق عميق والبساتين والمزارع، وكانت مُتّصلة بواحة القطيف.

### حمام أبو لوزة
حمامُ أَبُو لوزَة (الصحيح نحويّاً: حمامُ أبي لوزة) هو حمَّامٌ أثري ذو مياه كبريتية معدنية، يقع في قرية البحاري بمحافظة القطيف شرق المملكة العربية السعودية. أُقيم الحمام بالقرب من عين أبي لوزة التي كان يُستشفى بمياهها لعلاج الأمراض الجلدية وآلام المفاصل. غالباً من كان يرتاد الحمّام هم الطواويش وأهالي قلعة القطيف والّذين كان أغلبهم تُجّار وذوي مكانة في المنطقة.
يقع حمام أبي لوزة في الوقت الحالي تحت مسؤولية الهيئة العامة للسياحة والتراث الوطني التي أحاطته بسياج سلكي، وأقفلته، وأوكلت مهمة الإشراف عليه إلى متطوّع من أهالي المنطقة تكفـّل بالعناية به؛ وبالرغم من ذلك فإنه يُواجه خطر التّصدعات والتشققات، وتراكم الأنقاض عليه، ونضوب عين ماؤه، وإقفاله في أوجه الزائرين والسّياح. لم تنضب عين أبي لوزة إلا في الثمانينيات، وهذا يعني تأخرها في النضوب عن سائر العيون التي نضبت في المحافظة. وقبل ذلك كان منسوب المياه في عين الحمام يصل إلى 3 أمتار.

### الأسواق الشعبية[35]
سوق الخميس: سوق شعبي يقام صباح كل خميس على مساحة واسعة، جهزت فيه المظلات للباعة الذين يفدون له من مختلف قرى القطيف بل ومن خارجها أيضاً لبيع منتجاتهم الزراعية ومصنوعاتهم الحرفية. ويتردد عليه أكثر من عشرة آلاف بائع ومشري ويعد سوق الخميس الشعبي معلما من معالم مدينة القطيف حيث يقع غربي المدينة على شارع الملك فيصل ويتردد عليه كثير من مواطني المنطقة الشرقية، ومواطني مملكة البحرين خاصة بعد افتتاح جسر الملك فهد. وقد استمد السوق اسمه من اليوم الذي يقام فيه وهو من الاسواق القديمة حيث يجتمع عدد كبير من الباعة والتجار من داخل الواحة وخارجها لعرض اصناف متعددة من البضائع والسلع المصنعة محليا منها والمستوردة ومن بعد تغيير الإجازة الإسبوعية، تغير موعد سوق الخميس ليصبح في صباح سبت كل أسبوع.
- سوق الحدادين: كان سوق كبير، وكان أول عهده في منطقة تعرف باسم الجبل، ومع تغير الظروف فقد انتقل لسوق مياس بالقطيف، والآن هو يستقر على أربعة محلات معزولة على جانب الطريق الزراعي، ولا يعمل منها سوى ثلاثة فقط.
- سوق مَيَّاس.
- سوق واقف: ويقع على بعد أمتار شمالي سوق الخميس، وينشط في الفترة المسائية ليومي الخميس والجمعة. يباع فيه الأشياء المستعملة والأجهزة الكهربائية وحاليا يباع كل ما هو جديد في هذا السوق.
- سوق السمك: تعتبر أكبر سوق للاسماك في المنطقة حيث تغذي هذه السوق المنطفة بكاملها بل ويعتبر المفرش الموجود فيها أكبر مفرش للسمك في الخلبج العربي.

### سوق السكة
سوق السكة أو سوق الصكة ويُسمَّى قديماً سوق القيصرية هو أحد الأسواق الشعبية الأثرية في القطيف، شرق المملكة العربية السعودية. يمتد السوق من شمال القطيف إلى الجنوب. ويُعرَف الشارع الذي يقع فيه حالياً بطريق الملك عبد العزيز. وهو أحد أبرز الطرق في محافظة القطيف. تضمن السوق عدة محال وأسواق شعبية، أغلبها اندثر وزال مع زواله ومع إنشاء طريق الملك عبد العزيز. إلا أنه لا زالت بعض المحال موجودة. ومن ضمنها محل قهوة الغراب الذي اكتسب شهرةً كونه أحد الآثار والمزارات الشعبية الهامة في المنطقة. كان سوق السكة سابقاً مُتصلاً مع قلعة القطيف ومنازلها التي حولها، وعدة مناطق تراثية هامة آنذاك وكان يحتوي على أكثر من 700 محل تجاري شعبي وحديث. ويقع على ضفته الغربية سوق مياس الشعبي، وعلى ضفته الشرقية سوق الخضار واللحم والأسماك المركزي.

## البنية التحتية

### الحدائق والمنتزهات
| م  | اسم الحديقة        | الموقع                                   | المساحة (بالمتر المربع) |
| -- | ------------------ | ---------------------------------------- | ----------------------- |
| 1  | منتزه القطيف العام | مخطط رقم د/ 31 (مؤجر من قبل مستثمر)      | ----                    |
| 2  | حديقة الروضة (1)   | حي الروضة- مخطط 3/204                    | 5500                    |
| 3  | حديقة الروضة (2)   | حي الروضة- مخطط 3/204                    | 8800                    |
| 4  | حديقة الفتح (1)    | حي الفتح - مخطط 19                       | 5000                    |
| 5  | حديقة الفتح (2)    | حي الفتح - مخطط 19                       | 2000                    |
| 6  | حديقة الرضا (1)    | حي الرضا – مخطط 3/222                    | 2080                    |
| 7  | حديقة الرضا (2)    | حي الرضا – مخطط 3/222                    | 2275                    |
| 8  | حديقة القدس        | تقاطع شارع القدس وشارع الجزيرة (د/31)    | 7950                    |
| 9  | حديقة البحر (1)    | منطقة البحر - أمام المكتب الزراعي القديم | 3600                    |
| 10 | حديقة البحر (2)    | منطقة البحر - بجوار مدرسة ذات الصواري    | 3339                    |
| 11 | حديقة البحر (3)    | منطقة البحر - قرب مكتب البريد            | 2500                    |
| 12 | حدائق المندوبية    | حي الجزيرة مقابل مندوبية تعليم البنات    | 4500                    |
| 13 | حديقة الخامسة (1)  | المنطقة الخامسة - مخطط 3/110             | 6880                    |
| 14 | حديقة الخامسة (2)  | المنطقة الخامسة - مخطط 3/110             | 7000                    |
| 15 | حديقة الناصرة      | حي الناصرة - مخطط 3/102                  | 15100                   |
| 16 | حديقة المجيدية     | حي المجيدية – مخطط 3/227                 | 3375                    |
| 17 | حديقة الرضا (3)    | حي الرضا – مخطط 3/222                    | 4700                    |

#### كورنيش القطيف
يقع كورنيش القطيف على الساحل الشرقي من محافظة القطيف في خليج تاروت، غرب الخليج العربي. يمتد كورنيش القطيف على مدى 8 كيلومترات، وتتخلله الجسور الواصلة بين مدينة القطيف وجزيرة تاروت: جسر الأئمة، جسر المشاري-الناصرة، جسر الخامسة-الناصرة. أجزاء الساحل المفصولة من هذه الجسور هي كورنيش الخامسة وكورنيش المجيدية. ويرتبط امتداد كورنيش القطيف مع كورنيش سيهات. تتوزع على كورنيش القطيف وحدات ألعاب الأطفال، ويُعتبر نقطة تجمع شبابية محلية ومنطلق لإقامة فعاليات ومهرجانات عددة. يشترك الكورنيش مع مرفأ جزيرة سوق السمك، لذا فإن مراكب صيد قديمة الطراز (تدعى اللنج أو اللنجة) تكون مقابلةً للواجهة البحرية الخاصة بالكورنيش.

### المكتبات
يوجد مكتبة عامة واحدة فقط في القطيف، وهي المكتبة العامة في القطيف افتتحت عام 1408هـ/1988م، وتديرها وكالة الشؤون الثقافية بوزارة الثقافة والاعلام، والمكتبة تضم أكثر من 30 ألف وعاء معلوماتي، منها 13,500 كتاب.

### الجمعيات والمنظمات الخيرية
في محافظة القطيف 11 جمعية خيرية، متوزعة على مدينة القطيف وسيهات وصفوى والجش وأم الحمام والأوجام والجارودية وتاروت والقديح والعوامية. تخضع الجمعيات لإشراف وزارة العمل والشؤون الاجتماعية. ويضاف إليها عدد من الفروع المرتبطة بجمعية البر بالمنطقة الشرقية. يشرف مركز الخدمة الاجتماعية على عمل جمعيتين خيريتين مقرهما مدينة القطيف هما:

#### لجنة التنمية الاجتماعية الأهلية بالقطيف
لجنة التنمية الاجتماعية الأهلية بالقطيف هي منظمة خيرية غير ربحية تقع في محافظة القطيف، المنطقة الشرقية للمملكة العربية السعودية. تهدف إلى المساهمة في تنمية الموارد البشرية لمجتمع القطيف المحلي. تأسست لجنة التنمية الاجتماعية الأهلية بالقطيف في 29 نوفمبر 1962م - 2 رجب 1382هـ. وتهدف إلى:
1. اكتشاف احتياجات المواطنين وحثهم عليها.
2. اقتراح المشروعات والبرامج لتنمية المجتمع المحلي والمشاركة في تنفيذها وتقويمها ومتابعتها.[44]

عملت اللجنة على:
1. القيام بدراسات وبحوث اجتماعية[44]
2. دراسة الحالة الفردية عن طريق الزيارات الميدانية
3. استثمار اوقات الشباب وكبار السن بالبرامج والانشطة النافعة
4. تنظيم البرامج خدمة البيئة والمعسكرات والرحلات
5. نشر الوعي الاجتماعي بين افراد المجتمع بالطرق الممكنة
6. مشاركة مؤسسات المجتمع الحكومية والاهلية في الفعاليات التوعوية المختلفة
7. إنشاء الاندية الاجتماعية ومقرات الانشطة وتجهيز الملاعب والصالات المناسبة
8. توفير مستلزمات الانشطة المختلفة
9. تمكين المرأة وإقامة الدورات التدريبية الخاصة بها[45]

وقد سبق وأقامت اللجنة عدة معارض فنية وتكريمات وجوائز، من ضمنها:
1. 2013م: معرض جماعة التصوير الضوئي السابع عشر: هو معرض لعرض نتاج عمل تراكمي لعام كامل للأعضاء المنتسبين وانشطه ثقافية وفنيه يقدمها مختصون في مجال التصوير.
2. 2012م: تكريم المتفوقين بالمراحل المتوسطة والثانوية[46]
3. 2013م: تكريم المتفوقين بالمراحل المتوسطة والثانوية[46]
4. 2013م: جائزة القطيف للإنجاز: هي جائزة أهلية سنوية تقديرية تقدم لأبناء محافظة القطيف بالمنطقة الشرقية في السعودية من الجنسين الذين لا تتجاوز أعمارهم 40 عام، وقد قدموا إنجازات متميزة في عدد من الفروع الإبداعية التي تحددها اللجنة المنظمة للجائزة.[46]
5. 2014م: جائزة القطيف للإنجاز.[46]
6. 2013م: مهرجان واحتنا فرحانة: هو مهرجان احتفالي يقام على كورنيش القطيف يشمل العديد من الفعاليات المتميزة من خلال أجواء احتفالية تفاعلية في عيد الفطر السعيد وسط جو مفعم بالبهجة والسرور وفعاليات متنوعة.
7. 2014م: مهرجان واحتنا فرحانة.[46]
8. 2014: اللجنة الصحية، يوم الربو العالمي: بغرض تحسين وزيادة الوعي لدى المصابين بهذا المرض والأشخاص المحيطين بهم والمجتمع عامة بكيفية الوقاية والعلاج منه.[46]
9. 2013م: اللجنة الصحية، برنامج عدسة الصحة: مسابقة تصوير ضوئي للطفل بسلوكيات صحيه كالغداء والنظافة وممارسة الرياضة والعلاقة الاسريه والنفسيه والوقاية من العدوى.[46]

#### خيرية القطيف
خيرية القطيف أو جمعية القطيف الخيرية هي منظمة خيرية مقرها مدينة القطيف، بالمنطقة الشرقية للمملكة العربية السعودية. تأسست جمعية القطيف الخيرية للخدمات الاجتماعية بتاريخ 1383/11/5هـ، وهي مسجلة بوزارة الشؤون الاجتماعية برقم 13 وتاريخ 1391/4/6هـ وتعمل تحت إشرافها وتغطي منطقة القطيف وقرى البحاري والتوبي والخويلدية وحلة محيش كما تشمل مناطق الفتح والروضة والواحة.
تأسست الجمعية عام 1383هـ بجهود أهالي مدينة القطيف المحليون تحت مسمى «صندوق البر الخيري بالدبابية». في عام 1387هـ تغير مسماها إلى «الجمعية الخيرية للخدمات الاجتماعية بالدبابية، القطيف» حيث سجلت رسمياً لدى وزارة العمل والشئون الاجتماعية برقم 13 في 6/4/1391هـ.
وفي عام 1392هـ ظهرت جهود أخرى من الأهالي المحليون بتأسيس جمعية خيرية تحت اسم «جمعية الخط الخيرية للخدمات الاجتماعية». وحينئذ، وحدت الوزارة جهود الجمعيتين تحت «جمعية القطيف الخيرية للخدمات الاجتماعية». في بداية عام 1392هـ، تم تكوين مجلس الإدارة على النحو الآتي: 8 أعضاء من مجلس إدارة الجمعية الخيرية بالدبابية ـ القطيف 3 أعضاء من مؤسسي جمعية الخط الخيرية.

### نادي الترجي
نادي الترجي هو النادي الوحيد في مدينة القطيف حالياً. تأسس عام 1980م نتيجة اندماج ناديي الشاطئ والبدر. إذ أنهما كانا هما الناديين الوحيدين في مدينة القطيف آنذاك. اتخذ الشعار المكون من الألوان الأزرق، الأحمر، والأصفر ليجمع بين شعاري الناديين: الأزرق والأصفر للبدر، والأزرق والأحمر للشاطئ.

### أستاد مدينة الأمير نايف بن عبد العزيز الرياضية
يوجد في القطيف أستاد واحد فقط وهو استاد مدينة الأمير نايف بن عبد العزيز الرياضي، تأسس في سنة 1999م، ويقع في الجش على طريق الظهران-الجبيل السريع، ويستخدم كلاً من نادي الخليج ومضر هذا الأستاد الذي يتسع إلى 12 ألف متفرج. ويوجد عدة ملاعب رياضية أخرى متوزعة في مدن وقرى القطيف من أبرزها ملعب نادي الخليج بسيهات، الذي افتتح سنة 1996م، ويتسع إلى 10 آلاف متفرج.

### بلدية محافظة القطيف
تأسست بلدية القطيف سنة 1346هـ بأمر من الملك عبدالعزيز وعين الشاعر خالد الفرج رئيساً لها. وكانت تضم من صفوى شمالاً حتى سيهات جنوباً. ومع التطور العمراني للقرى، تم إنشاء ست بلديات ذات ميزانيات مستقلة:
1. بلدية القطيف
2. بلدية صفوى
3. بلدية سيهات
4. بلدية تاروت
5. بلدية عنك
6. بلدية القديح

وفي عام 1402هـ ضمت هذه البلديات الست في بلدية واحدة تحت اسم بلدية محافظة القطيف المصنفة تحت الفئة (أ). وفي عام 1407هـ تم دمج بلدية محافظة القطيف إدارياً ومالياً وبكامل تشكيلاتها الإدارية بأمانة المنطقة الشرقية وأصبحت ميزانيتها مدمجة مع الأمانة. يشمل نطاق خدمات بلدية محافظة القطيف مدينة القطيف والأحياء المتصلة بها. ولها ثلاثة فروع:
- بلدية العوامية.
- بلدية الجارودية.
- بلدية أم الحمام.

في نهاية عام 1428هـ تم فصل البلدية إدارياً ومالياً وبكامل تشكيلاتها الادارية، وأصبحت ميزانيتها مرتبطة بوزارة الشئون البلدية والقروية. وخلال كل هذه الفترات، تعاقب على رئاسة بلدية القطيف كل من:
1. الشاعر خالد الفرج.
2. محمد صالح الفارس.
3. حسن الشيخ علي الخنيزي.
4. يوسف عبد العزيز المعيبد.
5. حسن صالح الجشي.
6. صالح سلمان البداح.
7. جعفر السيد أحمد الماجد.
8. غنام علي الغنام.
9. سعد مرشد الحسن.
10. أحمد محمد الرحمة.
11. منصور حسن المرزوق.
12. المهندس عبد الرحمن السيف.
13. المهندس زايد بن علي الجمعة.
14. المهندس محسن بن حسين العريني.
15. المهندس شجاع بن يحيى المصلح.
16. المهندس خالد بن علي الدوسري.
17. صالح بن محمد القرني.

### المهرجانات
| المهرجان                       | الزمان                                 | المكان                           | الجهة المنفذة           | الهدف                          | سنة انطلاق المهرجان | الحالة | الموقع الرسمي     |
| ------------------------------ | -------------------------------------- | -------------------------------- | ----------------------- | ------------------------------ | ------------------- | ------ | ----------------- |
| مهرجان ترانيم للإبداع والانشاد | يتم الإعلان عنه في الموقع الرسمي       | إحداثيات المكان في الموقع        | ترانيم للابداع والانشاد | تعزيز مكانة الأنشودة الإسلامية | 1998                |        | traneem.net       |
| مهرجان قطيفنا خضراء            | فصل الربيع (شهر ربيع الأول)            | الواجهة البحرية القطيف           | جمعية العطاء النسائية   | الحفاظ على البيئة              | 2009                |        | لا يوجد           |
| مهرجان واحتنا فرحانة           | عيد الفطر                              | الواجهة البحرية القطيف           | [1]                     | الاحتفال بعيد الفطر            | 2010                |        | qatiffestival.com |
| مهرجان النخلة                  | يتم الاعلان عنه عن طريق الاعلام المحلي | مزرعة تقليدية يتم تحديدها كل سنة | مجموعة قطيف الغد        | الحفاظ على النخيل              | 2013                | متوقف  | لا يوجد           |

### الكلية التقنية بالقطيف

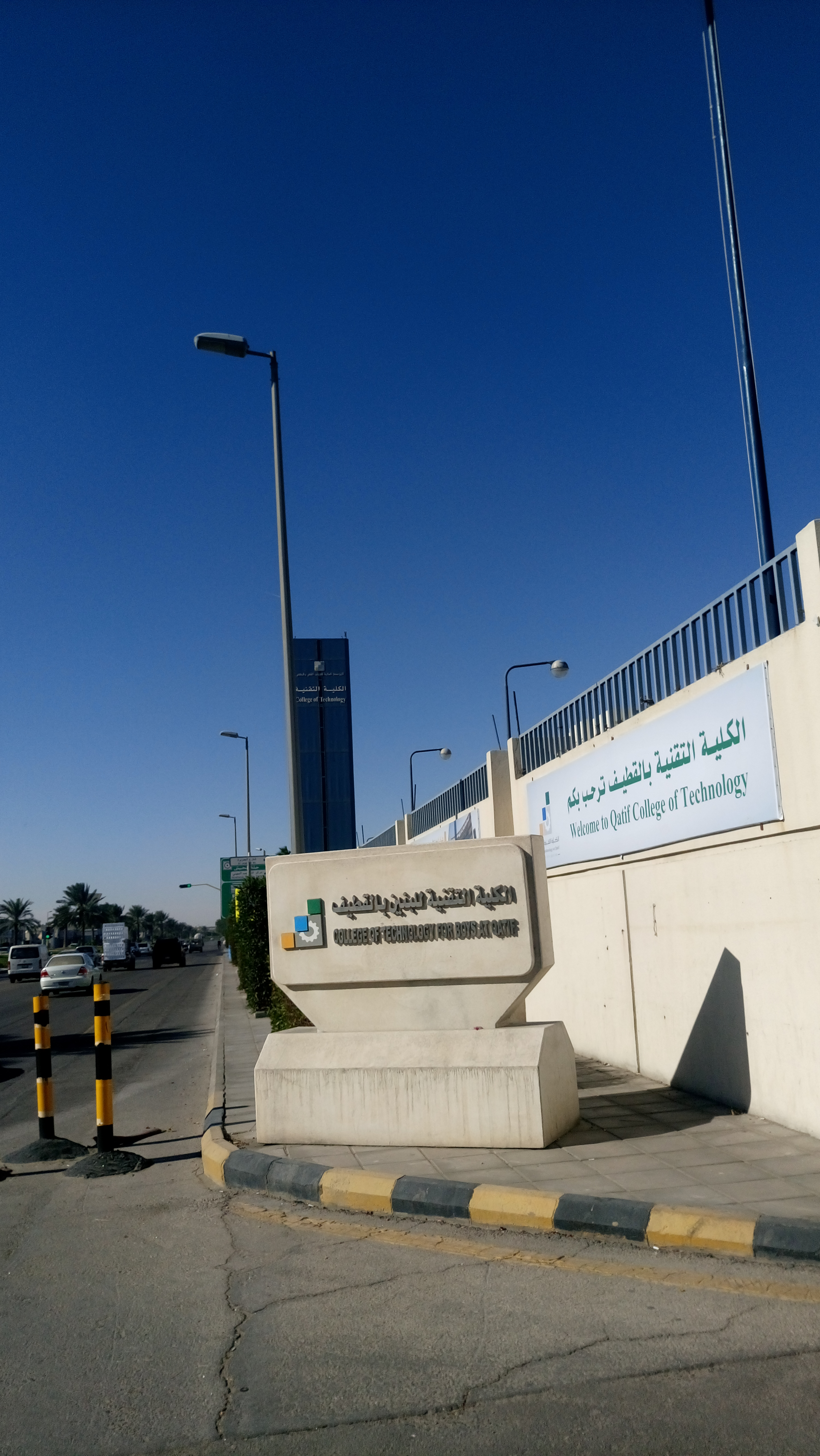
واجهة الكلية التقنية بالقطيف المقابلة لشارع القدس.

الكلية التقنية بالقطيف هي كلية تقنية حكومية تقع في محافظة القطيف، شرق المملكة العربية السعودية. تأسست الكلية التقنية بمحافظة القطيف بناء على توجيه د. على بن ناصر الغفيص محافظ المؤسسة العامة للتدريب التقني والمهني بتـاريخ 01/01/1429 هـ. لتكون أول صـرح أكاديمي للبنين بالمحافظة يستـوعب جزءا من خريجي الثـانوية العـامة الراغبين في الانخراط بالمجال التقنـي. تتضمن الكلية أربعة تخصصات ثلاث منها برامج صناعية لحملة شهادة الأول والثاني ثانوي وهي الحاسب الآلي واللحام والإلكترونيات بالإضافة للبرنامج المهني المتمثل بقسم النجارة العامة لحاملي الشهادة الابتدائية. يتكون نظام التدريب المهني في الكلية عن فصلين تدريبيين في السنة الواحدة. وتمتد مدة التدريب في كل فصل تدريبي إلى 18 أسبوعاً. يتدرب خلالها المتدرب بالكلية على التدريب النظري والعملي، وفي الفصل الأخير تدريب تعاوني يقضيه المتدرب للتدريب عملياً في منشأة لها علاقة مباشرة بتخصصه. تتبنى الكلية التقنية بالقطيف أهدافاً عامة تستند في شكلها العام إلى إطار التعليم التقني بالمملكة، وأهدافاً خاصة تسعى إلى تحقيقها كل عام لتبرز وجه التميز الذي تتسم به مجهودات أداريها ومنسوبيها. وتتركز الأهداف العامة في تخريج كوادر فنية وطنية على مستوى عال من التعليم والتدريب التقني تكون قادرة على استيعاب منظومات التقنيات الحديثة. كذلك المساهمة في إيجاد أنسب الحلول العملية لمختلف مشاكل البيئة المحيطة ودعم مسيرة التطور التقني لمواكبة التطورات التقنية العالمية السريعة. تتضمن الأهداف ما يلي:

## النقل والمواصلات
تفتقر مدينة القطيف إلى النقل العام.

### المطارات
- مطار الملك فهد الدولي: تأسس عام 1999م، بمساحة 776 كم² ويبعد عن مركز المدينة 22 كم، أو حوالي نصف ساعة.

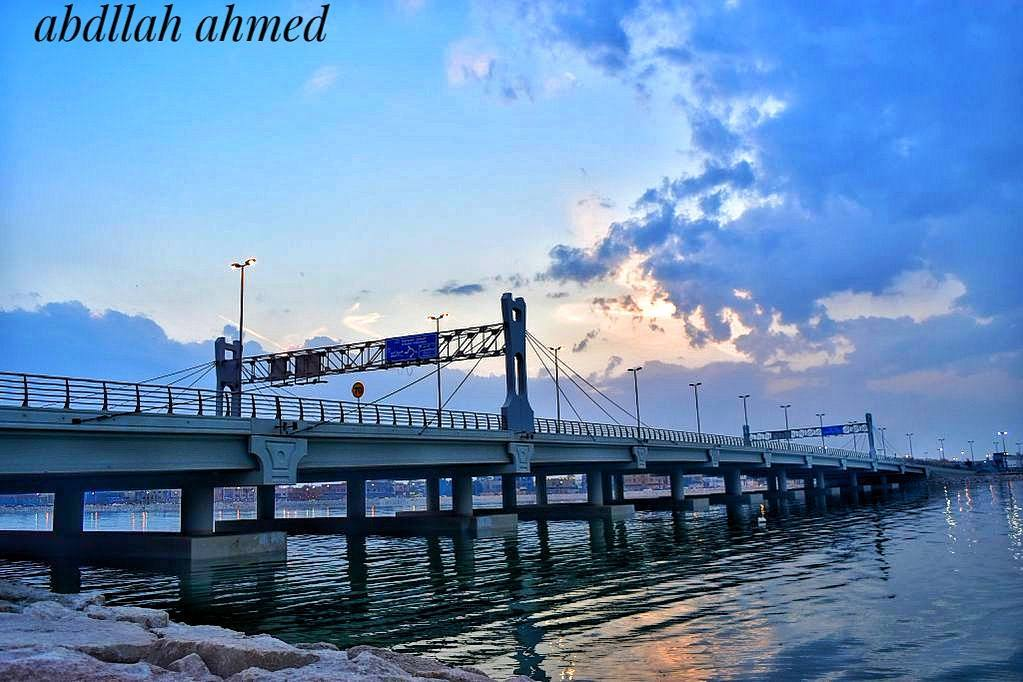
أحد الجسور البحرية الثلاثة الذي افتتح في عام 2015م، وهو يربط بين جزيرة تاروت والبر الرئيسي لمحافظة القطيف، وتبلغ تكلفة انشائه 78 مليون ريال، ويبلغ طوله 500 متر.

### محطات القطار
- مترو الشرقية (قيد الإنشاء): نظام مترو مقترح لمنطقة الدمام الحضرية. تقدر تكلفته بـ60 مليار ريال سعودي (16 مليار دولار أمريكي) ومن المتوقع اكتماله بحلول عام 2021. يضم نظام السكك الحديدية الخفيفة يضم خطين: الخط الأول سيربط جزيرة تاروت بجسر الملك فهد عن طريق القطيف والدمام والظهران. أما الخط الثاني فسيربط طريق الملك فهد في الدمام بمطار الملك فهد الدولي.[60]

### الجسور
- جسر الأئمة: ويسمى أيضاً بجسر تاروت وهو جسر بحري يربط بالمنطقة الخامسة والمجيدية في البر الرئيسي لمحافظة القطيف إلى منطقة الشاطئ الواقعة في جزيرة تاروت، ويوجد بمنطقة الشاطئ مجمع القطيف ستي مول.
- جسر المشاري-الناصرة: جسر خرساني بحري يربط بين حي المشاري بتاروت والقطيف عبر حي الناصرة افتتح في 29 رمضان 1436هـ بتكلفة 78 مليون ريال سعودي ويبلغ طول الجسر 500 متر وعرض 30 متراً ويبلغ الارتفاع أسفل الجسر حتى أعلى مستوى للمياه 3.80 متر، ويقدر الجزء المغمور المفتوح على مياه الخليج 350 متراً، والارتفاع أسفل الجسر حتى أقل مستوى للمياه 4.90 متر ويحتوي الجسر على ثلاثة مسارات ويحتوي أيضاً مسار مخصص للمشاة أسفل الجسر على شكل نفق.[61]
- جسر الخامسة-الناصرة: ويسمى محلياً باسم جسر السيدة زينب بنت الإمام علي، هو جسر خرساني يربط بين منطقة الخامسة والناصرة، يتقاطع مع شارع أحد، افتتح في أكتوبر/تشرين الثاني عام 2015م بتكلفة تبلغ 57 مليون ريال، ويبلغ طوله 750 متر، يشمل عدة مخارج تتصل بشارع أحد

### المداخل والطرق
لمدينة القطيف أربع مداخل رئيسية، من الناحية الجنوبية طريق الخليج، ويمر بعنك وسيهات فالدمام، وقد استحدث بجواره مدخل جديد محاذٍ لشاطئ البحر ويسمى بطريق الكورنيش. ومن الناحية الشمالية طريق يمر ببلدة القديح والعوامية ويؤدي إلى صفوى والقرى الشمالية. ومن الناحية الغربية المدخل القديم لمدينة القطيف ويمر بمزارع القديح والخويلدية إلى أن يصل قرية الآجام، سَهّل هذا الطريق وصول المواطنين إلى مدينة الظهران والجبيل ورأس تنورة والدمام ومدن أخرى كثيرة ويعتبر المدخل الرئيسي لمدينة القطيف والشريان الحيوي المتوقع لها في السنين القادمة. ومن الطرق الحيوية والرئيسية في مدينة القطيف الأخرى:
- شارع القدس: وهو من أهم الطرق في المحافظة بسبب تواجد مُعظم الدوائر الحكومية والبنوك فيه.
- شارع الملك عبد العزيز: ويُعرف بين أهالي المنطقة باسم شارع المطاعم، إذ تتواجد به العديد من المطاعم والمقاهي. ويقام الآن مشروع توسعة للطريق وربطه بطريق شمال الناصرة ليصل إلى مستشفى الأمير محمد بن فهد للأمراض الوراثية بالعوامية.[64] كان هذا الشارع قديماً هو محل سوق السكة الأثري.
- شارع أُحُد: وهو أَحَد أهم الطرق، يربط بين مدينة القطيف وجزيرة تاروت ويحتوي على العديد من المحلات التجارية والغذائية. أنشئ قبل 50 سنة.
- طريق الظهران-الجبيل السريع: هو الطريق الرئيسي والذي يمتد عبر القطيف مع طريق أبو حدرية السريع والذي يخدم الحدود الغربية للقطيف ويفصلها من مطار الملك فهد. وهي أيضًَا تعتبر قريبة من جسر الملك فهد الذي يتصل بمملكة البحرين (حوالي 55 كم).
- شارع الخليج العربي: طريق يطل على ساحل الخليج العربي، يمتد من مدينة الدمام جنوبا إلى حي دانة الرامس بمدينة العوامية شمالاً مروراً بسيهات وعنك والقطيف، ويوجد مشروع مستقبلي لربطه بمدينة صفوى ليتصل بالجسر المؤدي إلى محافظة رأس تنورة.

## المحافظون والأمراء
انضمت القطيف إلى الحكم السعودي بعد اثنتي عشرة سنة من فتح الرياض. عيَّن الملك عبد العزيز، من بداية الضم، عبد الرحمن بن سويلم، أميراً للقطيف. في عام 1343هـ، تم تأسيس مبنى الإمارة الرسمي. تولى إدارة محافظة القطيف منذ تأسيس المملكة العربية السعودية:
- عبد الرحمن بن عبد الله آل سويلم.
- عبد الله بن عبد الرحمن بن سويلم.
- سلطان بن عبد الله السويلم.
- محمد بن عبد الرحمن السويلم.
- عبد العزيز بن عبد الرحمن السويلم.
- عبد الله الثنيان.
- عبد الله بن محمد آل عبيكان.
- عبد الرحمن بن سعد بن خير الله.
- عبد العزيز بن غنيم.
- محمد بن عبد الله بن بتال المطيري.
- سليمان بن إبراهيم بن ثنيان.
- ناصر بن ثنيان.
- حمود بن مطلق البقعاوي (بالوكالة).
- مشاري بن عبد العزيز بن ماضي.
- عبد العزيز بن ماضي.
- ناصر بن عبد الله السديري.
- حمود البقعاوي.
- محمد بن عبد الرحمن الشريف.
- عبد الرحمن الثنيان.
- محمد بن عبد الرحمن الشريف.
- فهد بن عبد الرحمن السكران.
- خالد بن عبد العزيز الصفيان (بالإنابة).
- عبد الله العثمان.
- خالد الصفيان: ولد في رأس تنورة عام 1960م. حصل على شهادة بكالوريس إعلام من جامعة الملك سعود في عام 1982م.
- فلاح بن سلمان الخالدي (مكلّف منذ 16 فبراير 2020).
- إبراهيم بن محمد الخريف.

## وصلات خارجية
- موقع غدير القطيف.
- شبكة القطيف الإخبارية.
- شبكة القطيف الثقافية.
- شبكة القطيف الرياضية.
- موقع جهينة الإخبارية.
- واحة القطيف.
- المجلس البلدي بمحافظة القطيف.
- المجلس المحلي بمحافظة القطيف.
- ملخص تاريخ القطيف عن كتاب محمد سعيد المسلم.